# Гидрографическое судно
Гидрографи́ческое су́дно — судно, предназначенное выполнять морские, речные и озёрные промерные и лоцмейстерские работы. Водоизмещение гидрографического судна составляет 1,5—2 тысячи тонн и зависит от цели и района работ. Если необходимо выполнять работы на мелководье, то используют катера, имеющиеся на судне.

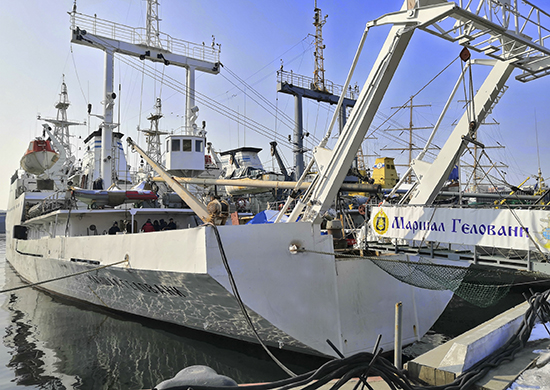
Гидрографическое судно «Маршал Геловани»

## Классификация
Гидрографическое суда делятся на промерные и лоцмейстерские.

### Промерное гидрографическое судно
Промерное гидрографическое судно предназначено для исследований рельефа дна, а также течений и др., для проведения картографической и радиолокационной съёмки берегов. В состав оборудования промерного гидрографического судна входят эхолоты, гидролокаторы, аппаратура, с помощью которой можно определить координаты нахождения, провести обработку проб воды, грунта и др.

### Лоцмейстерское гидрографическое судно
С помощью лоцмейстерского гидрографического судна устанавливают и обслуживают береговые и плавучие средства навигационного оборудования (маяки, радиомаяки, светящиеся знаки, радиолокационные отражатели, буи и др.) В своей работе лоцмейстерское гидрографическое судно использует устройства для спуска, подъёма и контроля средств навигационного оборудования, перезарядки источников питания, площадку для вертолёта, помещения для газобаллонов, и др.